# Cytheropteron punctatum
Cytheropteron punctatum is een mosselkreeftjessoort uit de familie van de Cytheruridae. De wetenschappelijke naam van de soort is voor het eerst geldig gepubliceerd in 1868 door Brady.